# Nanilla
Nanilla is een kevergeslacht uit de familie van de boktorren (Cerambycidae). De wetenschappelijke naam van het geslacht werd voor het eerst geldig gepubliceerd in 1889 door Fleutiaux & Sallé.

## Soorten
Nanilla omvat de volgende soorten:
- Nanilla delauneyi Fleutiaux & Sallé, 1889
- Nanilla globosa Zayas, 1975
- Nanilla terrestris Zayas, 1975
- Nanilla tuberculata Fisher, 1935